# شموئيل ميقونيس
كان شموئيل ميقونيس (عبرية: שמואל מיקוניס؛ 10 أغسطس 1903 – 20 مايو 1982) سياسي شيوعي إسرائيلي وعضو في الكنيست من 1949 حتى عام 1974. ولد ميقونيس في الإمبراطورية الروسية في ما يسمى اليوم أوكرانيا، وهاجر إلى فلسطين الانتدابية في عام 1921. كان ميقونيس الأمين العام للحزب الشيوعي الفلسطيني "سابقا" من ثم الحزب الشيوعي الارض اسرائيلي وكان بقيادته للحزب الشيوعي من اول المؤيدين لقرار اقامة دولة قومية لليهود في أرض فلسطين، متماشيا مع توصيات المبعوث السوفيتي للأمم المتحدة آنذاك. و دعا الى تشكيل جبهة وطنية مكونة من الحزب الشيوعي و حزبي هشومير هتسعير وأحدوت هعفوداه- بوعلي تسيون، لتشكيل قاعدة متينة لحشد جميع القوى لإقامة الحرب الهادفة لتأسيس دولة يهودية مستقلة.